# Comuna Odînți, Kozeleț
Odînți (în ucraineană Одинці) este o comună în raionul Kozeleț, regiunea Cernihiv, Ucraina, formată din satele Babarîkî, Koșanî, Odînți (reședința) și Volevaci.

## Demografie
Componența lingvistică a comunei Odînți
     Ucraineană (98,65%)
     Rusă (1,08%)
     Alte limbi (0,18%)
Conform recensământului din 2001, majoritatea populației comunei Odînți era vorbitoare de ucraineană (98,65%), existând în minoritate și vorbitori de rusă (1,08%).